# Атмосфера Землі

Атмосфе́ра Землі́ (від грец. άτμός — пара і σφαῖρα — куля) — атмосфера планети Земля, одна з геосфер, суміш газів, що оточують Землю (повітря), та утримуються завдяки силі тяжіння. Атмосфера здебільшого складається з азоту (N2, 78,08 % об.) і кисню (O2, 20,95 % об.). Решта — це аргон (0,93 % об.) та вуглекислий газ (CO2,0,03 % об.) із неоном, гелієм, метаном, криптоном, воднем та невеликими домішками інших газів (разом до 0,01 %). Крім того, атмосфера містить близько 1,3—1,5·1016 кг води, основну масу якої зосереджено у тропосфері.
Атмосфера Землі створює атмосферний тиск, поглинає більшість метеороїдів і ультрафіолетове сонячне випромінювання, нагріває поверхню за рахунок утримання тепла (парниковий ефект), зменшує різницю температур між днем і ніччю. Саме атмосфера дозволяє існувати воді в рідкому стані та життю на Землі.

## Значення атмосфери
Попри те, що маса атмосфери становить лише одну мільйонну частку маси Землі, вона відіграє вирішальну роль у різних природних циклах (кругообігу води, вуглецевому циклі і азотному циклі).
Атмосфера забезпечує:
- фотосинтез та дихання;
- захист живих організмів від згубного впливу ультрафіолетового випромінювання, що відбувається завдяки наявності озонового шару;
- перенесення тепла і вологи;
- регулювання сезонного й добового коливання температури (якби не існувало атмосфери Землі, добові коливання температури на поверхні сягали б 200°C);
- існування атмосфери обумовлює низку складних екзогенних процесів:
  - вивітрювання гірських порід,
  - активність природних вод, мерзлоти, льодовиків тощо.

## Будова атмосфери
Відповідно до зміни температури з висотою в атмосфері виділяють такі шари:
- тропосфера — до 8—10 км у полярних областях та до 18 км — над екватором. У тропосфері зосереджено майже 80 % атмосферного повітря, майже всю водяну пару, тут утворюються хмари і випадають опади. Теплообмін у тропосфері здійснюється здебільшого конвективно. Процеси, що відбуваються в тропосфері, безпосередньо впливають на життя та діяльність людей. Температура у тропосфері з висотою знижується в середньому на 6 °C на 1 км, а тиск — на 11 мм рт. ст. на кожні 100 м. Умовною межею тропосфери вважають тропопаузу, у якій зниження температури з висотою припиняється.
- стратосфера — від тропопаузи до стратопаузи, яка розташована на висоті близько 20—55 км. Відзначається незначним збільшенням температури з висотою, яка сягає локального максимуму на верхній межі. На висоті 20—25 км у стратосфері розташовано шар озону, який захищає живі організми від згубного впливу ультрафіолетового випромінювання.
- мезосфера — розташована на висотах 55—85 км. Температура поступово падає (від 0 °C у стратопаузі до −70 — −90 °C у мезопаузі).
- термосфера — пролягає на висотах від 85 до 400—800 км. Температура зростає з висотою (від 200 K до 500—2000 K у термопаузі).

За ступенем іонізації атмосфери в ній вирізняють нейтральний шар (нейтросферу) — до висоти 90 км, та іонізований шар — іоносферу — вище 90 км.
За однорідністю атмосферу поділяють на гомосферу (однорідну атмосферу постійного хімічного складу) та гетеросферу (склад атмосфери змінюється з висотою). Умовною межею між ними є гомопауза на висоті близько 100 км.
Умовною межею атмосфери й космічного простору іноді вважають лінію Кармана, що пролягає на висоті 100 км. Вважається, що вище цієї межі неможливі аеродинамічні польоти (внаслідок надто низької густини атмосфери), через це, для польотів можна застосовувати лише ракети. Однак навіть на висоті більше 100 км опір атмосфери для космічних кораблів досить відчутний.
Верхня частина атмосфери, де концентрація молекул знижується настільки, що вони рухаються переважно балістичними траєкторіями, майже без зіткнень між собою, має назву екзосфера. Вона починається на висоті близько 550 км, складається переважно з гелію та водню й поступово переходить у міжпланетний простір.

## Еталонна атмосфера
В атмосферній хімії — штучно виготовлений газовий зразок чистого повітря, який може містити чітко визначені кількості певних контамінантів, що звичайно використовується як стандарт для калібрування аналітичних приладів.

## Еволюція атмосфери

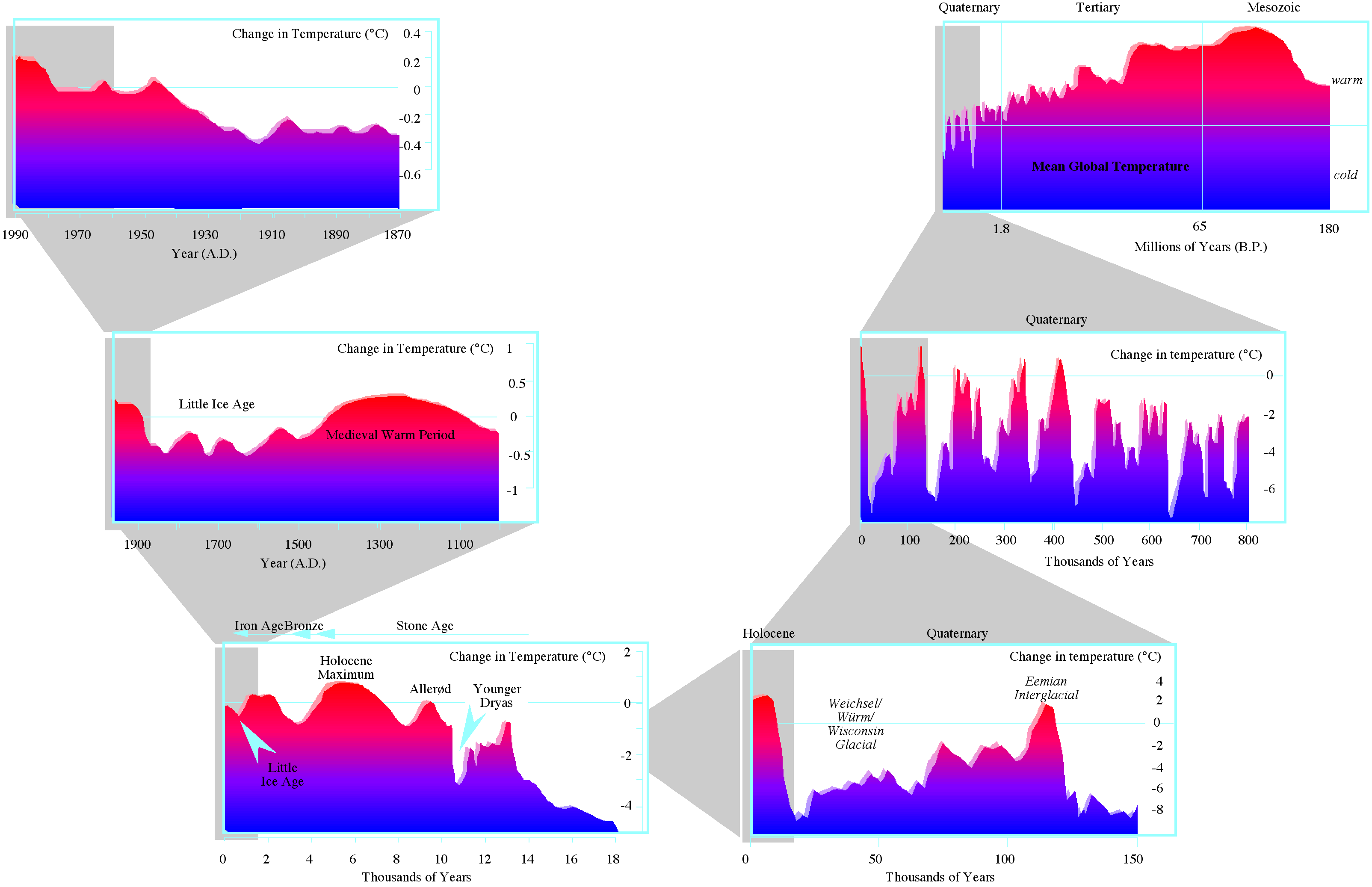
Коливання температури атмосфери Землі з часів мезозою до сьогодення

### Первинна атмосфера
Атмосфера Землі, як і гідросфера, утворилися внаслідок дегазації мантії. Основними компонентами газів, що виділялися з надр Землі, як і в інших планет — Марса і Венери, — були вуглекислий газ і водяна пара, інші складники були присутні лише у вигляді слідів. Склад первинної атмосфери Землі, що утворилася завдяки виділенню газів і води під час розплавлення планетної речовини, був подібний до складу летких компонентів у сучасних вулканічних виверженнях. Гази, що виділяються з сучасних вулканів, містять переважно водяну пару. У складі газів базальтових лав гавайських вулканів з температурами до 1200 °С водяна пара становить 70—80 % за об'ємом. У фумарольних газах Курильських островів із температурами близько 100 °С міститься 79,7 % водяної пари. Наступним за значенням складовим компонентом атмосфери, є вуглекислий газ. У газах із лав його вміст становить від 6 до 15 %. Крім водяної пари з лав відганяються й інші компоненти:
- за температур 800—1000 °С це переважно «кислі дими» — HCl і HF;
- за температур 500 °С — сірка та її сполуки — H2S, SO2 та ін.;
- за нижчих температур — борна кислота і солі амонію.

### Киснева атмосфера

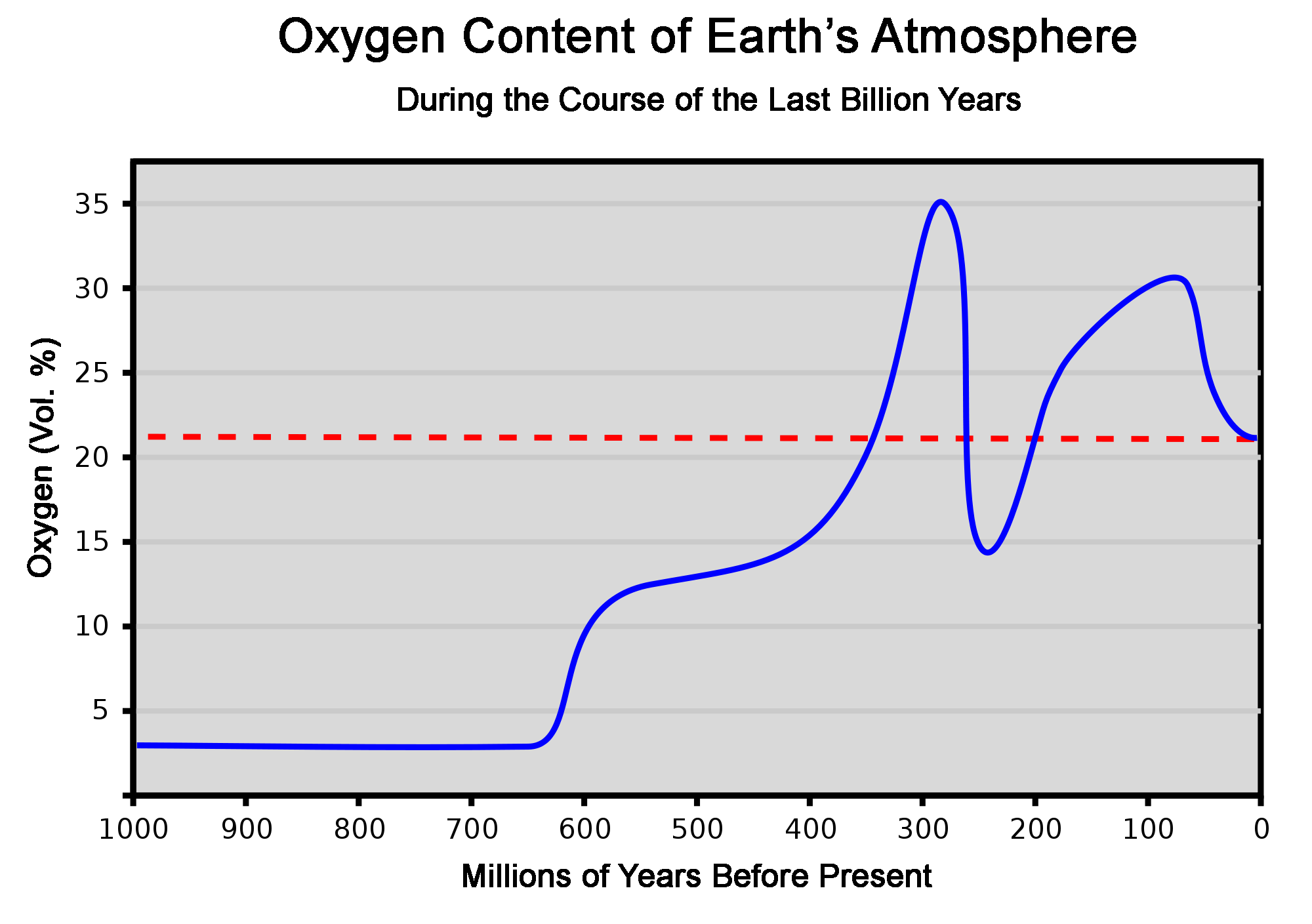
Вміст кисню в атмосфері за останній мільярд років

Подальша еволюція атмосфери пов'язана головним чином із появою й розвитком органічного світу, перш за все рослинності. Приблизно 2,4-2,0 млрд років тому сталася киснева катастрофа, в результаті якої склад атмосфери зазнав кардинальних змін: кількість вуглекислого газу зменшилась з приблизно 90 % до невеликої частки, а кількість кисню швидко зросла. При цьому атмосфера перетворилася з відновної на окисну. До цього часу будь-який кисень, що вироблявся в результаті фотосинтезу, витрачався на окислення відновлених матеріалів, зокрема заліза. Але коли всі наявні запаси відновлених матеріалів вичерпались, вільні молекули кисню почали накопичуватися в атмосфері. До появи бактерій, які виробляють кисень, атмосфера складалася з азоту та вуглекислого газу, отже небо, можливо, виглядало помаранчевим.
Кількість кисню в атмосфері коливалась протягом останніх 600 млн років, досягнувши піку близько 30 % приблизно 280 млн років тому, що значно перевищує сьогоднішні 21 %. Два основних процеси керують змінами в атмосфері: рослини використовують вуглекислий газ з атмосфери та вивільняють кисень, а потім рослини використовують деяку кількість кисню вночі за допомогою процесу фотодихання, тоді як решта кисню використовується для розщеплення органічних матеріалів. Розпад піриту та виверження вулканів призводять до вивільнення сірки в атмосферу, яка реагує з киснем і, отже, зменшує його кількість в атмосфері. Однак виверження вулканів також виділяє вуглекислий газ, який рослини можуть перетворювати на кисень. Причина зміни кількості кисню в атмосфері невідома. Періоди з великою кількістю кисню в атмосфері пов'язані з бурхливим розвитком тварин.

### Вплив людини на атмосферу Землі

Явища теплоперенесення в земній атмосфері

Атмосфера Землі зазнає значного впливу від життєдіяльності людини. Близько 300 млн автомобілів щорічно викидають в атмосферу 400 млн т оксидів вуглецю, понад 100 млн т вуглеводів, сотні тисяч тонн свинцю[джерело?]. Найпотужніші виробники викидів в атмосферу: ТЕС, металургійна, хімічна, нафтохімічна, целюлозна та інші галузі промисловості, автотранспорт
Постійне вдихання забрудненого повітря помітно погіршує здоров'я людей та призводить до хвороб. Газоподібні і пилові домішки можуть надавати повітрю неприємного запаху, подразнювати слизові оболонки очей, верхніх дихальних шляхів і таким чином знижувати їхні захисні функції, бути причиною хронічних бронхітів та захворювань легенів, а також знижувати видимість. Численні дослідження показали[джерело?], що на тлі патологічних відхилень в організмі (захворювання легенів, серця, печінки, нирок та інших органів) шкідлива дія атмосферного забруднення проявляється дужче. 
Важливою екологічною проблемою стали кислотні дощі. Щорічно внаслідок спалювання викопного палива в атмосферу надходить до 15 млн т двоокису сірки[джерело?], який, сполучаючись із водою, утворює слабкий розчин сірчаної кислоти, що разом із дощем випадає на землю. Кислотні дощі негативно впливають на людей, рослинність, споруди та інше.
Забруднення атмосферного повітря може також опосередковано впливати на здоров'я і санітарні умови життя людей.
Накопичення в атмосфері вуглекислого газу може викликати потепління клімату внаслідок парникового ефекту[джерело?]. Суть його полягає в тому, що шар двоокису вуглекислого газу, який вільно пропускає сонячну радіацію до Землі, буде затримувати повернення у верхні шари атмосфери теплового випромінювання. Через це, у нижніх шарах атмосфери підвищуватиметься температура, що, своєю чергою, призведе до танення льодовиків, снігів, підйому рівня океанів і морів, затоплення значної частини суші. Станом на 2023 рік, як зазначено у звіті Всесвітньої метеорологічної організації (ВМО), концентрація вуглекислого газу в атмосфері зросла на 11,4 % за останні 20 років і досягла рекордного показника, який на 51 % перевищив  доіндустріальний рівень.
Згідно з повідомленням щорічного бюлетеня Всесвітньої метеорологічної організації (ВМО) щодо парникових газів, забруднення атмосфери Землі, що викликає потепління планети, за 2023 рік досягло найвищого рівня в історії людства, і це є тривожним показником нездатності світу стримати зміну клімату.

## Інші екологічні проблеми
Американський астронавт Скотт Келлі що найбільше з усіх людей провів часу у космосі та став послом United24 під час російської навали в Україну 2022 року, перебуваючи в Києві, розповів, що атмосфера з космічної станції виглядає тонкою ледве помітною тендітною оболонкою (ніби серпанок), яку легко зруйнувати. 
- Руйнування озонового шару
- Ядерна ніч і ядерна зима